# ファンシア
『ファンシア』（Fancia）は、1999年6月18日にAICスピリッツから発売された育成シミュレーションゲーム。

## 登場キャラクター
ファンシア
声 - 川田妙子、菊地祥子、柚木涼香（3人の声優の中から好きな声を選択したことができる）

## スタッフ
- エグゼクティブプロデューサー：三浦亨
- プロデューサー：桝井剛
- 企画原案・キャラクターデザイン：すぎやまGENSHO
- 脚本：敷島圭一郎
- 作画監督：すぎやまGENSHO / たけぽん
- 演出：堤雄一郎

## 主題歌
作詞：くまのきよみ、作曲：大野史保子、編曲：佐々禎崇
- 「素敵猫になぁれ」（歌：柚木涼香）
- 「いつもいっしょ」（歌：菊地祥子）

## 関連商品

### 原画集
- 『ファンシア PERSONAL COLLECTION』

### ゲーム攻略本
- 『にゃお! Fancia graphics』（ケイエスエス〈KSS BOOKS〉、1999年10月30日発売）ISBN 4-87709-386-9

### ライトノベル
- 『ファンシア』（アスキー〈ファミ通文庫〉、1999年11月4日発売）ISBN 4-7572-0559-7
  - 著：敷島圭一郎、カバー・口絵イラスト：すぎやまGENSHO、挿絵：たけぽん

### コミック
- 『こねこねファンシア』（講談社〈マガジンZKC〉、2000年2月20日発売）ISBN 978-4-06-349049-7
  - 著：ぶるまほげろー
  - 初出：『マガジンZ』1999年8月号～2000年4月号、6月号～2001年2月号[1]

### ドラマCD
- 『ファンシア ネコドラ』（ムービック、2000年8月5日発売）FANC-2000
  - 1000枚限定生産のドラマCDであり、TECH Winで発表された全6話のラジオドラマを収録し、また番外編の「アット・ザ・キャット・ショー」全3話にも収録されている。

収録内容
- 第1話「花火で迷子」
- 第2話「クルマでおうち!?」
- 第3話「夜道でピンチ!!」
- 第4話「けんかで大変!!」
- 第5話「雨降りでお願い」
- 第6話「ペッドでお昼寝」
- 番外編「アット・ザ・キャット・ショー 前編」
- 番外編「アット・ザ・キャット・ショー 中編」
- 番外編「アット・ザ・キャット・ショー 後編」

ラジオドラマスタッフ
- 企画・キャラクター原案：すぎやまGENSHO
- イラスト作画：たけぽん
- 脚本：敷島圭一郎
- 音楽：大野史保子
- 音響監督：一ノ蔵朋紘、岩井 Basset 邦男（SIS WORKS）
- 音響プロデューサー：白石慶一（SIS WORKS）
- 音響スタジオ：SONATA CLUB
- 音響制作：SIS WORKS
- キャスト：ファンシア（川田妙子、菊池祥子、柚木涼香）
- Special Thanks：TECH Win 篠原義夫（ASCII Corp.）、81プロデュース